# Maíces bolivianos
Los maíces bolivianos son diferentes variedades tradicionales que son el resultado de millares de años de selección para la adaptación medioambiental y culinaria.
Los contrastes de clima y de suelo constituyen la principal característica del territorio de Bolivia, país situado entre 9.º y 22.º grados de latitud sur y 57.º y 69.º grados de longitud oeste.

## Historia

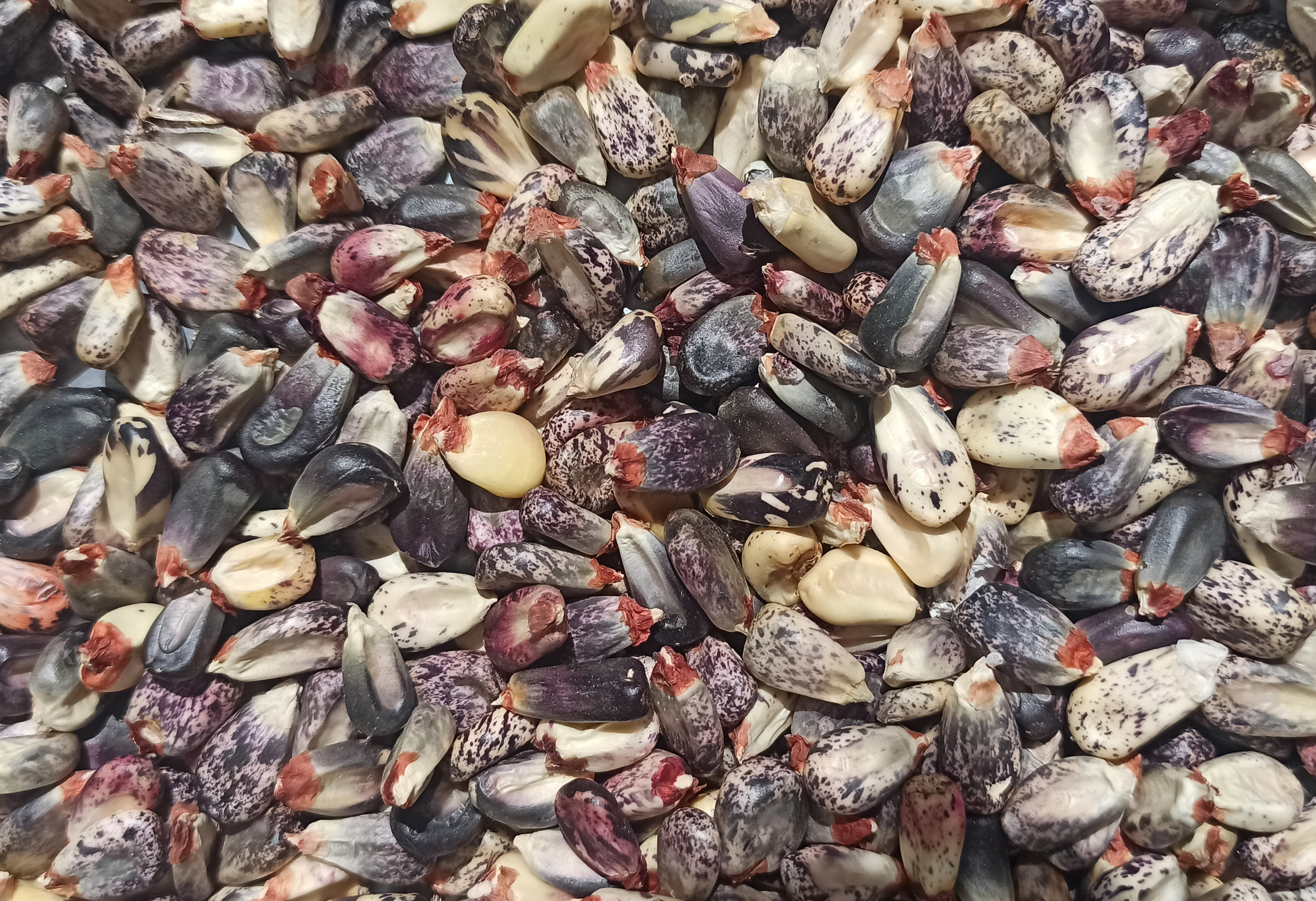
Maíz seco de Bolivia

Las civilizaciones de los habitantes en este territorio que más aportaron a la diferenciación de las razas actuales de maíz fueron aquellas de los pobladores Aimaras en el oeste, los Sauces en el centro y los Yamparas en el sur. En particular los Aimaras realizaron la adaptación de los maíces en el altiplano del lago Titicaca (m 3,500-3,800 sobre el nivel del mar), caracterizado por el clima frío, árido y sujeto a fuertes vientos, lo que podría haber favorecido la selección de las variedades de maíz del Complejo racial Valle alto. Las regiones de cultivo del maíz son:
- Trópico bajo (200–900 m  m s. n. m.)
- Sub-trópico (1,000 – 1,600 m  m s. n. m.)
- Chaco subandino (200 – 1,500 m  m s. n. m.)
- Laderas y valles interandinos (1,700 – 3,000 m  m s. n. m., y en las orillas del lago Titicaca hasta 3,800 m  m s. n. m.)

La mayoría del maíz cosechado por debajo de los m 1,000   m s. n. m., producido en régimen de agricultura empresarial, se destina a la producción de alimentos para el ganado.
El maíz pasó la sierra peruana a la boliviana alrededor del 3,000 a. C., siendo inicialmente su uso marginal en la dieta de los moradores andinos. Los maíces primitivos, de granos pequeños y reventones (endosperma vítreo, tipo complejo racial “Pisankalla”), de disposición dística, con cuatro hileras de granos, adoptaron la disposición decusada de ocho filas. En Época preincaica, el proceso de selección a partir de las diminutas mazorcas primitivas de ocho hileras, pasó por una diversificación y especialización cualitativa para luego aumentar el número de las hileras, logrando progresivamente las siguientes transformaciones:
- aumentar el tamaño de las mazorcas,
- aumentar el número de granos por mazorca,
- aumentar el número de hileras de granos,
- aumentar el tamaño del grano,
- modificar la textura del grano.

Sucesivamente, la selección apuntó a asociar unos marcadores moleculares (pigmentos) a los diferentes tipos de maíz. Por ejemplo:
- los maíces de grano semi-duro son amarillos,
- los maíces de granos harinosos son blancos,
- los maíces de granos de textura suave son moteados.

Los maíces de las variedades Morocho y Perla se han difundido afuera de la cordillera de los Andes adaptándose a las condiciones climáticas del Paraguay, de la Argentina y del Brasil, anteriormente a la llegada de los españoles en el siglo XVI.

## Uso en gastronomía

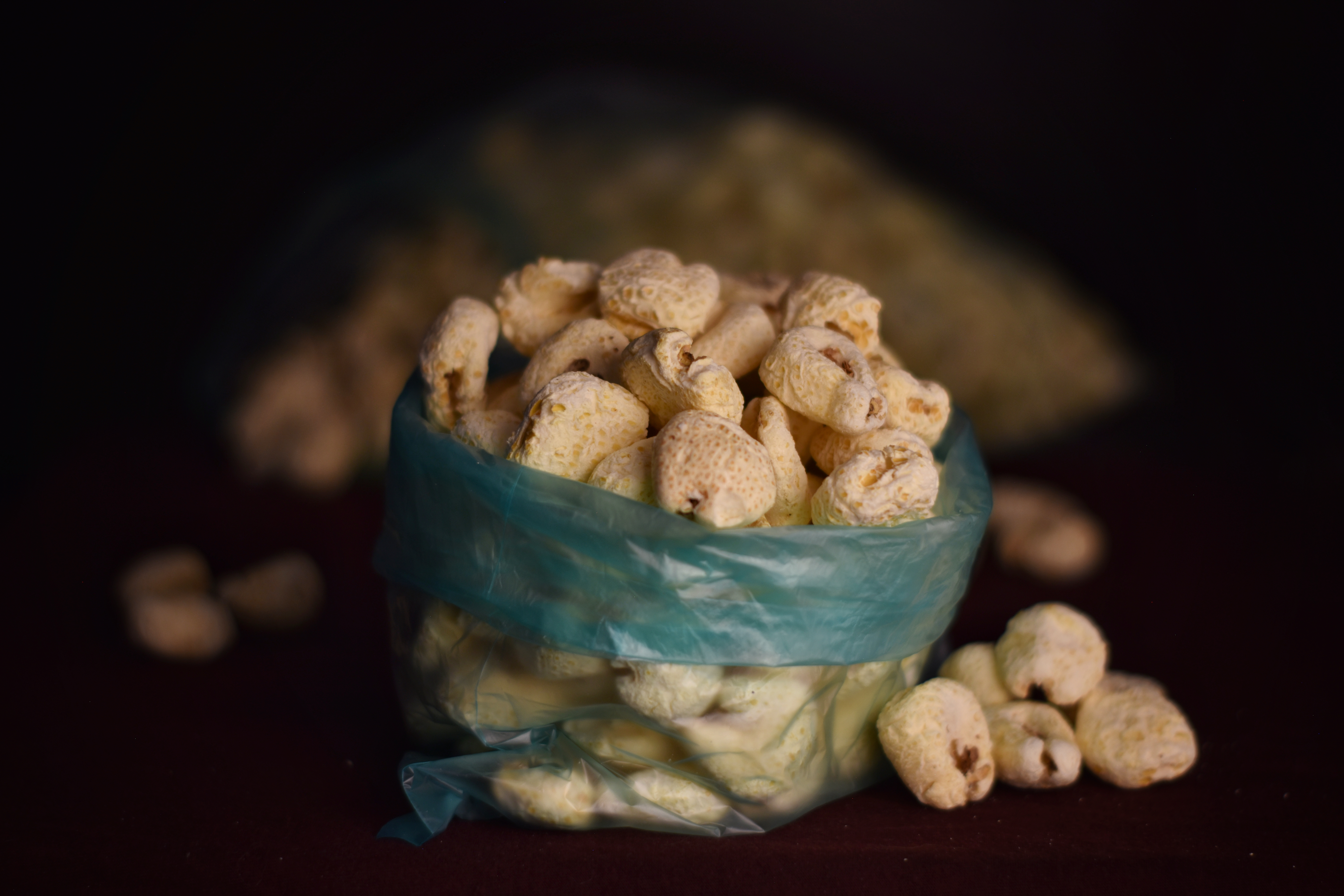
Pasankalla

El maíz es ingrediente fundamental de la cocina tradicional boliviana, presentándose en muchos platos típicos, entre los cuales destacan:
- Api (bebida caliente tomada en el desayuno): Kulli
- Ch'aque y lagua (sopa): Uchuquilla, Perla, Morocho, Kellu
- Huminta (granos lechosos triturados, condimentados y cocidos envueltos en sus brácteas): Hualtaco
- Mote (granos enteros, secos, cocidos): Hualtaco, Kellu
- Choclo (granos hervidos en sus brácteas): Harinoso del valle (Hualtaco, etc.)
- Maíz tostado (palomitas de maíz o popcorn, maíz dulce, maíz harinoso): Chuspillo, Checchi
- Chicha (bebida alcohólica): Huillcaparu, Kellu, Chispillo, Morocho, Kulli
- Confituras (granos reventados con el calor, rociados con miel): pasankalla

## Clasificación
El Centro eco-fitogénetico de Pairumani (departamento de Cochabamba) ha colectado y caracterizado más de 1,500 accesiones de maíz, recolectadas a partir de la década de los años 1970, estudiadas bajo el perfil ambiental, morfológico y citológico (características de los cromosomas) y clasificadas en 7 Complejos raciales, 45 razas y centenares de agro-ecotipos. Estas accesiones se encuentran guardadas en el Banco de germoplasma del Centro.
Sobre la base de estos y a estudios anteriores (Ramírez y Timothy), Aureliano Brandolini y colaboradores han identificados los siguientes Complejos raciales y Razas autóctonas de maíz:
- A.  pasankalla. Granos reventadores de granos muy pequeños y duros. Se encuentran en todo el país. No cambian de días para alcanzar las etapas de floración y maduración cuando transferidos en las latitudes templadasPura
  - Pasankalla
    - Pasankalla
    - Pasankalla puka

  - Pasankalla del valle
    - Periquito
    - Periquito rojo
    - pasankalla

  - Purito
    - Purito
    - Maíz purito
- B. Valle alto. Plantas bajas y antociánicas, con inserción de la mazorca muy baja. Se encuentra entre m 3,000-3-700   m s. n. m., en el altiplano del lago Titicaca.
  - Huaca songo
    - Huanta songo

  - Jampe tongo
    - Jampi tongo
    - Jampe tongo

  - Paru
    - Perú
    - Pintado aiquileño
    - Pintado
    - Niñala
- C. Harinoso del valle. Plantas medio-altas y altas, tallo de norma de color rojo. Grande diversidad de tamaño, forma y color de los granos, de norma grandes. Se encuentra en los valles templados (m 1,500-3,000   m s. n. m.).
  - Kulli
    - Culli
    - Kulli
    - Kulli chojnocollo
    - Collpa culli
    - Taimuro
    - Colorado potosino

  - Aisuma
    - Aisuma
    - Azulino
    - Arrayan

  - Checchi o gris de tostar
    - Gris de tostar
    - Dick
    - Jancka Sara tuero
    - Puka checchi
    - Jancka Sara

  - Kajbia
    - Kajbia
    - Kajbia tuero
    - Kajbia huata

  - Achuchema
    - Achuchema

  - Blanco yungueño
    - Blanco yungueño
    - Blanco de tostar
    - Yunqueño

  - Hualtaco
    - Yuraj Sara
    - Blanco de Monteagudo
    - Blanco pojo
    - Blanco aiquileño

  - Amarillo harinoso de 8 hileras
    - Morocho corriente
    - Amarillo cliceño
    - Ocho rayas

  - Ch'uspillo
    - Chulpi blanco
    - Chulpi amarillo
    - Chulpillo
    - Chulpi

  - Huillcaparu
    - Huillcaparu

  - Kellu hillcaparu
    - Hillcaparu patillo
    - Kellu huillcaparu
    - Amarillo

  - Concebideño
    - Concebideño
    - Huillcaparu breve
    - Morocho Yamparáez

  - Oke
    - Oke
    - panocha

  - Colorado
    - Colorado
    - Culli Monteagudo
    - Culli Entre ríos
- D. Morocho. Granos semi-vítreos o semi-dentados, de color amarillo o naranja, con capa externa delgada de almidón duro e interna harinosa. Presente en los valles templados y en las zonas subtropicales (m 1,00-3,000   m s. n. m.).
  - Karapampa
    - Karapampa chico

  - Morochillo de Tarija
    - Morocho de Tarija
    - Liqueneño
    - Kajeño

  - Morocho chico
    - Morocho Tarijeñito
    - Morocho Panti Pampa
    - Amarillo 8 rayas
    - Patillo
    - Perla amarillo

  - Morocho 8 hileras
    - Morocho tomina
    - Morocho Guadalupe
    - Amarillo pojo
    - Suricha
    - Chapare
    - Morocho criollo
    - Morocho trigal
    - Morocho puente
    - Morocho
    - Negro
    - Turareña
    - Kara pampa pintado

  - Kellu o amarillo 8 surcos
    - Tojmac kellu
    - Morocho Aiquile
    - Vinteño
    - Amarillo 8 surcos
    - Tarijeño
    - Morocho de chuquisaca
    - Chuchuquella
    - Morocho 8 surcos

  - Morocho chaqueño
    - Morocho colorado
    - Amarillo duro

  - Morocho grande
    - Amarillo huancaní
    - Morocho Entre ríos
    - Morocho grande
- E. Amazónico. Plantas altas y tardías. Mazorcas largas, excepto la raza “Enano”, con granos harinosos o semi-vítreos entrabados, raquilla larga y quebradiza. Se encuentra en la hoya del Amazonas y parte del Chaco (m 150-1,000   m s. n. m.).
  - Enano
    - Enano

  - Perla pandino
    - Perla pandino

  - Blando amazónico
    - Blando amarillo

  - Blando cruceño
    - Blando
    - Amarillo cruceño
    - Amarillo blando
    - Blanco blando

  - Duro amazónico
    - Duro beniano
    - Blanco duro
    - Blanco aperlado
    - Duro robore

  - Bayo
    - Bayo
    - Amarillo blando aiquileño
    - Bayto

  - Canario
    - Aperlado sauci
- F. Perla. Mayoritariamente precoces. Granos blancos redondeados. Presentes en los valles y en los llanos.
  - Perlas de los valles
    - Uchuquilla
    - Uchuquilla de Quillacollo
    - Arrocillo
    - Uchuquilla potosino

  - Chake Sara
    - Chake Sara
    - Kjachichi

  - Perla
    - Perla chuqui
    - Perla
    - Grande
    - Perla blanco
    - Arrocillo perlita

  - Perlas de los llanos
    - Blanco perla
    - Duro blanco

  - Perola
    - Blanco Roboré
    - Perola
    - Blanco San José
    - Blanco cruceño
    - Arrocillo duro

  - Aperlados
    - Aperlado
    - Aperlado Tomina
    - Blanco rosa
    - Amarillo

## Conservación
La resolución administrativa del Vice ministerio de Medio Ambiente, Biodiversidad, Cambios Climáticos y de Gestión y Desarrollo Forestal (VMABCCGDF N.º 005/2021), del 26 de enero del 2021, resuelve que el documento "La diversidad del maíz nativo en Bolivia", es una norma técnica y documento de gestión, destinado a la conservación y protección de los ecotipos de maíz nativo boliviano, que se encuentran en las diferentes macro regiones del país.